# Ис Банђус
Ис Банђус (итал. Is Bangius) је насеље у Италији у округу Ористано, региону Сардинија.
Према процени из 2011. у насељу је живело 109 становника. Насеље се налази на надморској висини од 61 м.